# 大友義親
大友 義親（おおとも よしちか）は、江戸時代の旗本。大友氏24代当主。

## 略歴
『寛政重修諸家譜』においては大友義乗の次男、母は高橋紹運の娘とする（群書系図部集の『大友系図』においては五男とあり、兄貞勝と同腹で、母は立花宗茂の娘とするが、父については大友義統あるいは義乗のどちらとも解釈できる表記になっており、異説が複数ある）。

義乗の母は吉弘鑑理の娘の菊姫。大友義乗の次男として誕生し後に義乗の後を継承し3,300石の所領を有する江戸幕府の上級旗本（のちに高家）として徳川将軍家に仕えた。妻は今川範以（旧・駿河、遠江守護の今川氏真の嫡男）の娘。
義弟に高家旗本今川直房がいる。おなじく高家の吉良義弥とも姻戚関係にあった。
義政が早世したため、義乗の死後家督を相続して幕府に仕えたが、その7年後に死去。享年23または27。
嗣子が無かったため大友家（嫡流）は断絶した。

### 断絶後
しかし、大友義統の娘佐古の局（東福門院女官）と、義統の側室だった伊藤甲斐守女の尽力により、小倉藩細川氏家臣松野正照（大友義統の庶子で松野親盛の養子）の三男・鶴千代が佐古の局の養子となり、大友氏を高家として再興させ、およそ半減となる扶持1,500石を与えられた。